# Jaya Bhaduri
Jaya Bhaduri (Jaya Bachchan) (ur. 9 kwietnia 1948 w Jabalpur/Kalkuta), jedna z najpopularniejszych aktorek współczesnego Bollywood, również polityk.

## Kariera filmowa
Córka pisarza, dziennikarza i artysty estradowego, Taroona Kumara Bhaduriego, karierę filmową rozpoczęła już w wieku 15 lat, dzięki małej rólce w filmie Mahanagar. Po kilku latach występów w rodzinnym Bengalu Zachodnim aktorka przeniosła się do Bombaju, gdzie jej kariera nabrała rozpędu. Niespodziewanie dla fanów Jaya Bhaduri zrezygnowała w 1979 roku z kariery filmowej, jako oficjalną przyczynę podając chęć poświęcenia się wychowaniu syna, Abhisheka.
Jaya Bhaduri powróciła do Bollywood po 18 latach przerwy, w roku 1998, rolą w filmie Hazaar Chaurasi Ki Maa. Od tego czasu wystąpiła w kilku filmach, (m.in przeboju Kabhi Khushi Kabhie Gham), wcielając się z dużym powodzeniem w role matek bohaterów.

### Nagrody filmowe
W swojej karierze Jaya Bhaduri zdobyła wiele statuetek Filmfare Awards za role w filmach Kal Ho Naa Ho, Kabhi Khushi Kabhie Gham, Fiza, Nauker oraz Abhimaan. W 1998 odznaczona nagrodą za całokształt kariery.

## Kariera polityczna
Podobnie jak wielu innych indyjskich aktorów, Jaya Bhaduri zaangażowała się również w politykę. Przez pewien czas zasiadała nawet, reprezentując Samajwadi party, w indyjskim parlamencie, szybko jednak, pod zarzutem przyjmowania nielegalnych korzyści majątkowych, została pozbawiona mandatu.

## Życie prywatne
3 czerwca 1973 poślubiła aktora Amitabha Bachchana. Mają dwoje dzieci: córkę Shwetę Bachchan-Nanda i syna Abhisheka Bachchana, który również jest aktorem.

## Odznaczenia
- Order Padma Shri (1992)

## Filmografia
| Rok  | Film                        | Role                    | Dodatkowe informacje                            |
| ---- | --------------------------- | ----------------------- | ----------------------------------------------- |
| 1963 | Mahanagar                   | Bani                    | film w języku bengalskim                        |
| 1971 | Guddi                       | Kusum/Guddi             | Nominacja, Filmfare Best Actress Award          |
| 1971 | Uphaar                      |                         | Nominacja, Filmfare Best Actress Award          |
| 1972 | Jawani Diwani               | Neeta Thakur            |                                                 |
| 1972 | Bawarchi                    | Krishna Sharma          |                                                 |
| 1972 | Parichay                    | Rama                    |                                                 |
| 1972 | Bansi Birju                 | Bansi                   |                                                 |
| 1972 | Piya Ka Ghar                | Malti                   |                                                 |
| 1972 | Annadata                    |                         |                                                 |
| 1972 | Ek Nazar                    | Shabnam                 |                                                 |
| 1972 | Samadhi                     |                         |                                                 |
| 1972 | Koshish                     | Aarti Mathur            | Nominacja, Filmfare Best Actress Award          |
| 1972 | Shor                        | Raat Ki Rani/Rani       |                                                 |
| 1972 | Jai Jawan Jai Makan         |                         |                                                 |
| 1973 | Gaai Aur Gori               | Neeta Thakur            |                                                 |
| 1973 | Anamika                     | Anamika/Kanchan/Archana |                                                 |
| 1973 | Phagun                      | Krishna Sharma          |                                                 |
| 1973 | Zanjeer                     | Mala                    |                                                 |
| 1973 | Abhimaan                    | Uma Kumar               | Nagroda, Filmfare Best Actress Award            |
| 1974 | Aahat                       |                         |                                                 |
| 1974 | Dil Diwana                  |                         |                                                 |
| 1974 | Kora Kagaz                  | Archana Gupta           | Nagroda, Filmfare Best Actress Award            |
| 1974 | Naya Din Nai Raat           |                         |                                                 |
| 1974 | Doosri Sita                 |                         |                                                 |
| 1975 | Mili                        | Mili Khanna             | Nominacja, Filmfare Best Actress Award          |
| 1975 | Chupke Chupke               | Vasudha Kumar           |                                                 |
| 1975 | Sholay                      | Radha                   |                                                 |
| 1977 | Abhi To Jee Lein            | Jaya                    |                                                 |
| 1978 | Ek Baap Chhe Bete           |                         |                                                 |
| 1979 | Nauker                      | Geeta                   | Nagroda, Filmfare Best Actress Award            |
| 1981 | Silsila                     | Shobha Malhotra         | Nominacja, Filmfare Best Actress Award          |
| 1998 | Hazaar Chaurasi Ki Maa      | Sujata Chatterji        |                                                 |
| 2000 | Fiza                        | Mother Nishatbi         | Nagroda, Filmfare Best Supporting Actress Award |
| 2001 | Kabhi Khushi Kabhie Gham... | Nandini Raichand        | Nagroda, Filmfare Best Supporting Actress Award |
| 2002 | Koi Mere Dil Se Poochhe     | Mansi Devi              |                                                 |
| 2003 | Kal Ho Naa Ho               | Jennifer Kapur          | Nagroda, Filmfare Best Supporting Actress Award |
| 2007 | Laaga Chunari Mein Daag     | Sabitri Sahay           |                                                 |
| 2008 | Lovesongs                   |                         |                                                 |
| 2008 | Drona                       |                         |                                                 |
| 2010 | Aap Ke Liye Hum             |                         |                                                 |